# Jacobaea schischkiniana
Jacobaea schischkiniana là một loài thực vật có hoa trong họ Cúc. Loài này được (Sofieva) B.Nord. & Greuter mô tả khoa học đầu tiên năm 2006.